# Сестии
Се́стии (лат. Sestii) — патрицианский род в Древнем Риме, часто смешиваемый с родом Секстиев, хотя для периода поздней Республики существовало то различие, что Сестии были патрициями, а Секстии — плебеями. Среди Сестиев наиболее известен Публий Сестий, квестор действующего консула Гая Антония в 63 году до н. э., оказавший Цицерону большие услуги разоблачением замыслов своего военачальника. Когда началась война с Катилиной Сестий получил назначение очистить Капую от войск заговорщиков, откуда позднее был отозван Цицероном в Рим для поддержки сенатской «партии» против заговорщиков.
Избранный народным трибуном на 57 год до н. э., Сестий старался побудить Гая Юлия Цезаря к примирению Цицерона с Клодием и в следующем году открыто объявил себя сторонником Цицерона и Милона. Когда Клодий в том же году выставил свою кандидатуру на эдильство, Сестий упорно противился ей и был избит сторонниками Клодия до полусмерти. Клодий убедил Гнея Нерия обвинить Сестия в незаконном соискании должности (de ambitu); кроме того, Марк Туллий Альбинован обвинил Сестия вместе с Милоном в насилии (de vi). Марк Туллий Цицерон, несмотря на натянутые отношения, какие были у него в это время с Сестием, взял на себя его защиту, разделив её с Гортензием, Крассом и Лицинием Сципионом (речь Цицерона pro Publio S. дошла до нас полностью); Сестий был единогласно оправдан. Позднее Сестий стал наместником Киликии.
В числе прочих представителей данного рода можно выделить ещё некоего Гая Сестия Пантеру (ум. после 117), прокуратора в Африке времён правления императора Адриана.